# Гусейнов, Садатхан Абас оглы
Садатхан Абас оглы Гусейнов (азерб. Sadatxan Abbas oğlu Hüseynov; 1896, Ленкоранский уезд — 23 января 1959, Астрахан-Базарский район) — советский азербайджанский хлебороб, Герой Социалистического Труда (1950).

## Биография
Родился в 1896 году в Ленкоранском уезде Бакинской губернии (ныне Джалилабадский район Азербайджана).
Участник Великой Отечественной войны.
Начал трудовую деятельность в колхозе имени Нариманова, с 1945 года колхозник колхоза имени Молотова, рабочий совхоза имени Рухуллы Ахундова Астрахан-Базарского района. В 1949 году получил урожай пшеницы 28 центнеров с гектара на площади 20 гектаров.
Указом Президиума Верховного Совета СССР от 17 августа 1950 года за получение высоких урожаев пшеницы в 1949 году Гусейнову Садатхану Абас оглы присвоено звание Героя Социалистического Труда с вручением ордена Ленина и золотой медали «Серп и Молот».
Скончался 23 января 1959 года в родном районе.